# Смитюх, Анатолий Антонович
Анатолий Антонович Смитюх (укр. Анатолій Антонович Смітюх; 10 февраля 1972, Оленино — 6 мая 2023, Диброва) — украинский военнослужащий, штаб-сержант, участник российско-украинской войны. Герой Украины (2023, посмертно).

## Биография
Родился 10 февраля 1972 года в селе Оленино, Волынская область. Проживал в городе Камень-Каширский. В январе 2022 года, накануне полномасштабного вторжения России в Украину, вернулся на военную службу, подписав контракт с Вооружёнными силами Украины. Служил в воинской части А 7060 в должности командира инженерно-сапёрного отделения инженерно-сапёрного взвода.
С началом вторжения выполнял задачи по обороне северной границы Волынской области, включая минирование территорий вдоль рубежа с Беларусью. С 30 марта 2023 года в составе 100-й отдельной бригады территориальной обороны Украины, 51-го отдельного батальона территориальной обороны, нёс службу на Луганщине.
Погиб 6 мая 2023 года в посёлке Диброва Луганской области во время миномётного обстрела на поле боя. Похоронен в городе Камень-Каширский.

## Награды
- Звание «Герой Украины» с удостоением ордена «Золотая Звезда» (6 декабря 2023, посмертно) — за личное мужество и героизм, проявленные в защите государственного суверенитета и территориальной целостности Украины, верность военной присяге[4].